# Onekama
Onekama is een plaats (village) in de Amerikaanse staat Michigan, en valt bestuurlijk gezien onder Manistee County.

## Demografie
Bij de volkstelling in 2000 werd het aantal inwoners vastgesteld op 647.
In 2006 is het aantal inwoners door het United States Census Bureau geschat op 630, een daling van 17 (-2,6%).

## Geografie
Volgens het United States Census Bureau beslaat de plaats een oppervlakte van
1,5 km², geheel bestaande uit land. Onekama ligt op ongeveer 226 m boven zeeniveau.

## Plaatsen in de nabije omgeving
De onderstaande figuur toont nabijgelegen plaatsen in een straal van 28 km rond Onekama.